# Campionati del mondo di atletica leggera 2009 - Lancio del martello maschile
La competizione si è svolta su due giorni: qualificazioni la mattina del 15 agosto e finale la sera del 17 agosto 2009.

## Qualificazione
La qualificazione si è svolta, con gli atleti divisi in due gruppi (A e B), a partire rispettivamente dalle ore 12:00 e 13:20 UTC+2 del 15 agosto 2009.

L'accesso alla finale era riservato ai concorrenti con una misura di almeno 77,50 m (Q) o, in mancanza di dodici di questi, ai primi dodici della qualificazione (q).
| #  | Gruppo | Atleta                   | Nazionalità  | 1ª prova | 2ª prova | 3ª prova | Misura | Note |
| -- | ------ | ------------------------ | ------------ | -------- | -------- | -------- | ------ | ---- |
| 1  | B      | Krisztián Pars           | Ungheria     | 72,94    | 78,68    |          | 78,68  | Q    |
| 2  | A      | Szymon Ziólkowski        | Polonia      | 77,89    |          |          | 77,89  | Q    |
| 3  | B      | Pavel Kryvitski          | Bielorussia  | 70,70    | 72,14    | 77,85    | 77,85  | Q    |
| 4  | A      | Sergej Litvinov          | Germania     | 77,68    |          |          | 77,68  | Q    |
| 5  | A      | Primož Kozmus            | Slovenia     | 77,55    |          |          | 77,55  | Q    |
| 6  | A      | Igor Viničenko           | Russia       | 77,54    |          |          | 77,54  | Q    |
| 7  | A      | Nicola Vizzoni           | Italia       | 76,71    | x        | 76,95    | 76,95  | q    |
| 8  | B      | Markus Esser             | Germania     | 76,81    | 76,67    | x        | 76,81  | q    |
| 9  | A      | András Haklits           | Croazia      | 75,50    | 76,39    | 75,73    | 76,39  | q    |
| 10 | B      | Libor Charfreitag        | Slovacchia   | 69,71    | 75,39    | 76,29    | 76,29  | q    |
| 11 | A      | Dilshod Nazarov          | Tagikistan   | 73,84    | 74,73    | 75,83    | 75,83  | q    |
| 12 | B      | Aleksej Zagornyj         | Russia       | 75,38    | 74,93    | 73,75    | 75,38  | q    |
| 13 | A      | Ali Mohamed Al-Zinkawi   | Kuwait       | x        | 73,82    | 75,10    | 75,10  |      |
| 14 | B      | Lukáš Melich             | Rep. Ceca    | 74,40    | 72,98    | 74,47    | 74,47  |      |
| 15 | B      | Thomas J. Freeman        | Stati Uniti  | 71,38    | 74,19    | 72,58    | 74,19  |      |
| 16 | A      | Olli-Pekka Karjalainen   | Finlandia    | x        | 73,25    | 74,09    | 74,09  |      |
| 17 | B      | Igors Sokolovs           | Lettonia     | 73,96    | 73,97    | 73,12    | 73,97  |      |
| 18 | B      | David Söderberg          | Finlandia    | 73,69    | 73,14    | 73,56    | 73,69  |      |
| 19 | B      | Jérôme Bortoluzzi        | Francia      | x        | 73,09    | 70,69    | 73,09  |      |
| 20 | A      | Mohsen El Anany          | Egitto       | 71,42    | 72,68    | 72,05    | 72,68  |      |
| 21 | A      | Michael Mai              | Stati Uniti  | 72,58    | x        | 67,47    | 72,58  |      |
| 22 | B      | Olexiy Sokyrskiyy        | Ucraina      | 70,67    | x        | 72,56    | 72,56  |      |
| 23 | B      | Aléxandros Papadimitríou | Grecia       | x        | x        | 72,02    | 72,02  |      |
| 24 | B      | Javier Cienfuegos        | Spagna       | 69,60    | 71,63    | 72,01    | 72,01  |      |
| 25 | B      | Dzmitry Shako            | Bielorussia  | 71,80    | 70,57    | x        | 71,80  |      |
| 26 | A      | Yury Shayunou            | Bielorussia  | 71,37    | x        | x        | 71,37  |      |
| 27 | B      | Esref Apak               | Turchia      | x        | 70,70    | x        | 70,70  |      |
| 28 | A      | A.G. Kruger              | Stati Uniti  | 67,40    | x        | 70,19    | 70,19  |      |
| 29 | A      | Artem Rubanko            | Ucraina      | x        | 69,81    | x        | 69,81  |      |
| 30 | B      | Juan Ignacio Cerra       | Argentina    | 66,77    | 67,98    | 69,37    | 69,37  |      |
| 31 | B      | Bergur Ingi Pétursson    | Islanda      | 67,32    | 68,62    | x        | 68,62  |      |
| 32 | A      | Ainars Vaiculens         | Lettonia     | 65,70    | 66,89    | x        | 66,89  |      |
| 33 | A      | Amanmurad Hommadov       | Turkmenistan | 57,39    | 56,46    | x        | 57,39  |      |
|    | A      | Chris Harmse             | Sudafrica    | x        | x        | x        | NM     |      |